# A holló (film, 2024)
A holló (eredeti cím: The Crow) 2024-ben bemutatott amerikai gótikus szuperhősfilm, amelyet Zach Baylin és William Schneider forgatókönyvéből Rupert Sanders rendezett James O’Barr azonos című képregénye alapján. A holló-filmsorozat rebootja, valamint a franchise ötödik filmje. A főbb szerepekben Bill Skarsgård, FKA Twigs és Danny Huston látható.
A filmet 2008 decemberében kezdték el fejleszteni, Stephen Norrington pedig azt nyilatkozta, hogy ő írja és rendezi A holló „újragondolását”. A film bonyolult gyártási folyamatba került, különböző rendezőkkel, forgatókönyvírókkal és szereplőkkel, akiket különböző időszakokban csatlakoztattak a filmhez. A rendezésre eredetileg Norrington, Juan Carlos Fresnadillo, F. Javier Gutiérrez és Corin Hardy szerződött, míg a fejlesztés különböző pontjain Bradley Cooper, Luke Evans, Jack Huston és Jason Momoa kapta meg Eric szerepét. Skarsgårdot 2022 áprilisában jelentették be Eric szerepében, Sandersszel együtt a rendezői székben. A forgatás júliusban kezdődött Prága és Penzing közelében.
A holló világpremierje 2024. augusztus 20-án volt New Yorkban. Franciaországban augusztus 21-én, Amerikában pedig augusztus 23-án mutatta be a Lions Gate Entertainment. Magyarországon augusztus 22-én jelent meg a Fórum Hungary forgalmazásában. Összességében negatív kritikákat kapott, főleg az 1994-es elődjével összehasonlítva. Annak rendezője, Alex Proyas is nemtetszését fejezte ki az új film miatt.

## Cselekmény
Gyermekként Eric nehezen éli meg szeretett lovának halálát és az alkoholista édesanyjával való feszült kapcsolatot.
A jelenben Eric egy problémás fiatalok számára fenntartott intézetben lakik, ahol megismerkedik és összebarátkozik egy Shelly nevű fiatal nővel. Shelly menedéket keres, hogy elmeneküljön Roeg, egy bűnözőbáró elől, aki egy, a bűneire utaló videó miatt üldözi őt. Eric és Shelly lelki társakká válnak, és amikor Marian, Roeg jobbkeze megérkezik az intézetbe Shelly-t keresve, mindketten megszöknek.
Ericet és Shellyt még jobban összeköti a zene iránti szeretetük. Egy éjszaka azonban Roeg emberei megtalálják és mindkettőjüket meggyilkolják. A túlvilágon Eric egy varjakkal teli raktárban ébred, ahol Kronosz, egy szellemvezető elmagyarázza neki, hogy meg kell ölnie Roeget, cserébe azért, hogy visszakapja Shellyt. Az újjáéledt Eric egy varjú segítségével levadássza és megöli Roeg embereit a raktárban lévő néhány átjáró segítségével. Később rájön, hogy Roeg birtokba vette Shelly elméjét, és megparancsolta neki, hogy öljön meg egy másik nőt, amit meg is tett. Mivel kételkedett Shellyben, Ericnek azt mondja a szellem, hogy mostantól soha többé nem élhet együtt a szerelmével.
Ennek ellenére Eric szerelme Shelly iránt erősebb, mint az élni akarása, és megkérdezi Kronoszt, hogy átveheti-e a helyét a pokolban, ha teljesíti a küldetését. Elindul az operába, befejezi Roeg összes emberének és magának Roegnek a megölését, és sikerül megmentenie Shelly-t a legsötétebb mélységből. A megható újraegyesülés után Shellyt visszahozzák a való világba, és látja, hogy mellette Eric halott.

## Szereplők
| Szerep                                                   | Színész        | Magyar hang      |
| -------------------------------------------------------- | -------------- | ---------------- |
| Eric Draven / A holló                                    | Bill Skarsgård | Előd Álmos       |
| Shelly Webster, Eric barátnője                           | FKA Twigs      | Tamási Nikolett  |
| Vincent Roeg, egy démoni bűnbanda vezére                 | Danny Huston   | Csankó Zoltán    |
| Sophia, Shelly édesanyja                                 | Josette Simon  | Törtei Tünde     |
| Marian, Roeg jobbkeze                                    | Laura Birn     | Réti Adrienn     |
| Kronosz, egy szellem, amely vezeti Ericet a küldetésében | Sami Bouajila  | Maday Gábor      |
| Zadie, Shelly barátja                                    | Isabella Wei   | Szűcs Anna Viola |
| Chance, Eric és Shelly barátja, tetoválóművész           | Jordan Bolger  | Bergendi Áron    |

### Magyar változat
- Főcím: Egressy G. Tamás
- Magyar szöveg: Kis János
- Hangmérnök és vágó: Szabó Miklós
- Gyártásvezető: Boskó Andrea
- Szinkronrendező: Kosztola Tibor
- Produkciós vezető: Jávor Barbara

A szinkront a Dub 4 Stúdió készítette el.

## A film készítése
2008. december 14-én Stephen Norrington bejelentette a Variety-nek, hogy a A holló "újraalkotását" tervezi. Norrington különbséget tett az 1994-es adaptáció és az általa készített változat között: "Míg Alex Proyas eredeti filmje pompásan gótikus és stilizált volt, addig az új film realista, keményvonalas és titokzatos lesz, szinte dokumentarista stílusban". Ryan Kavanaugh aztán 2009. november 23-án bejelentette, hogy cége, a Relativity Media tárgyalásokat folytat Edward R. Pressmannel mind a film jogairól, mind a finanszírozásról. 2010 júliusában Nick Cave ausztrál zenészt hívták meg a forgatókönyv átdolgozására. 2010 októberében jelentek meg hírek arról, hogy Mark Wahlbergnek ajánlották fel a főszerepet.
Norrington később kiszállt a projektből, és 2011. április 7-én bejelentették, hogy Juan Carlos Fresnadillót választották a film rendezőjének, amelyet azóta remake-nek tekintenek. Tucker Tooley-t a Relativity-től választották meg vezető producernek, míg Jose Ibanez, Jon Katz és Jesus de la Vega társproducereknek. Eközben Bradley Cooperrel tárgyaltak a főszereplő szerepére. 2011. április 20-án jelentették be, hogy a projekt megrekedt a Relativity Ryan Kavanaugh és a The Weinstein Company közötti jogi vita miatt, akik továbbra is megtartották a sorozat világméretű forgalmazási jogait. 2011. augusztus közepén bejelentették, hogy Cooper időzítési nehézségek miatt kiszállt, és Wahlberg ismét pályázik a szerepre, további pletykák szerint Channing Tatum vagy Ryan Gosling, valamint James McAvoy is elvállalhatja a szerepet. 2011. októberében jelentették, hogy Fresnadillo is kiszállt a projektből.
A forgatás 2022. július 13-án kezdődött Prágában.

## Bemutató
A filmet Franciaországban 2024. augusztus 21-én, míg az Egyesült Államok 2024. augusztus 23-án mutatták be a mozikban. Eredetileg 2024. június 7-re tervezték a bemutatót. A Lionsgate 10 millió dollárért szerezte meg a film forgalmazási jogait. A FilmNation Entertainment 2022 májusában, a Cannes-i fesztiválon adta el a film nemzetközi forgalmazási jogait különböző vevőknek.

## Lehetséges folytatás
Skarsgård szerint az eredeti befejezést a film készítői megváltoztatták, hogy egy folytatás lehetőségére hivatkozzanak.

## Fordítás
- Ez a szócikk részben vagy egészben  a   The Crow (2024 film) című angol Wikipédia-szócikk ezen változatának fordításán alapul.  Az eredeti cikk szerkesztőit annak laptörténete sorolja fel. Ez a jelzés csupán a megfogalmazás eredetét és a szerzői jogokat jelzi, nem szolgál a cikkben szereplő információk forrásmegjelöléseként.